# Le Cygne noir (livre)
Pour les articles homonymes, voir Cygne noir (homonymie) et Black Swan.
Le Cygne noir : La puissance de l'imprévisible (The Black Swan: The Impact of the Highly Improbable) est un livre de littérature philosophique écrit par l'essayiste, philosophe, statisticien et épistémologue Nassim Nicholas Taleb. Il est publié le 17 avril 2007 par Random House.
Le livre fait partie de l'essai philosophique multi-volume de Taleb sur l'incertitude, intitulé Incerto, qui comprend aussi Le Hasard sauvage (2001), Force et fragilité  (2010),  Antifragile (2012) et Jouer sa peau (2018).

## Contenu
Le livre a pour thème l'impact extrême de certains types d'événements rares et imprévisibles, ainsi que la tendance humaine à trouver, rétrospectivement, des explications simplistes à ces événements. Cette théorie a été popularisée sous le nom de théorie du cygne noir.
Il couvre aussi des sujets se rapportant à la connaissance, à l'esthétique et aux modes de vie, utilisant des éléments de fiction pour présenter ses arguments.
Au moment de sa parution, c'est un succès commercial américain : il reste 17 semaines dans la liste des best-sellers du New York Times. En février 2011, il s'était vendu à 3 millions d'exemplaires. Il est publié en 32 langues.